# 体成分分析装置
体成分分析装置（英：Body Composition Analyzer）は、人体を水分、タンパク質、ミネラル、体脂肪の4項目で分析する方法で、類義語に体組成計がある。計測結果は製造者により表現方法が異なるが、種々の指標として用いられる。

## 背景
二重エネルギーX線吸収測定法（DEXA法）は筋肉量、体脂肪量、骨量の測定精度が高く、DEXA法とBIA法は多くの比較研究事例で高い相関が見られる。栄養指導や運動指導に利用するフィットネスクラブや医療施設がある。